# Utetheisa lotrix
Utetheisa lotrix är en fjärilsart som beskrevs av Pieter Cramer 1779. Utetheisa lotrix ingår i släktet Utetheisa och familjen björnspinnare. Inga underarter finns listade i Catalogue of Life.

## Bildgalleri

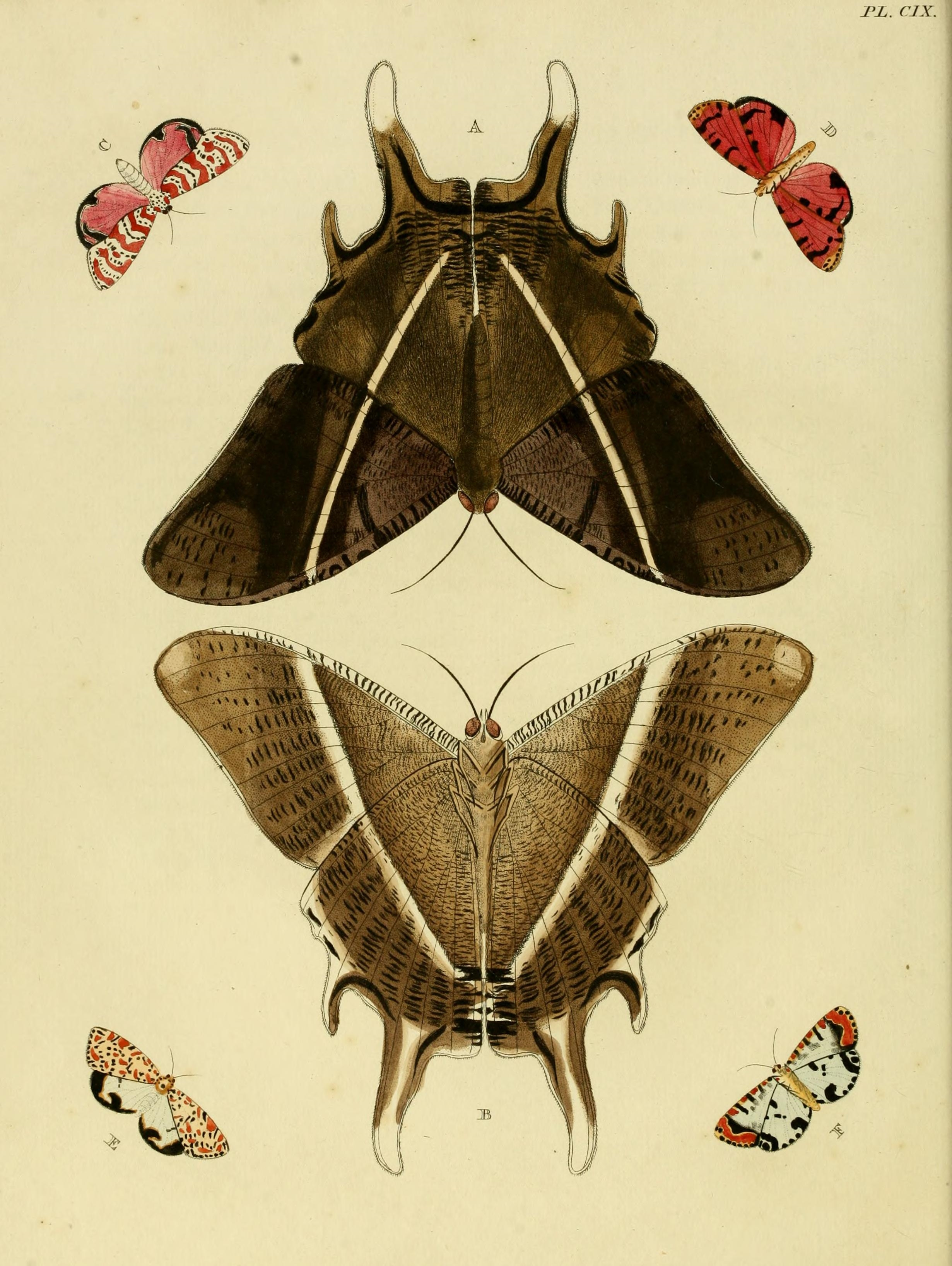
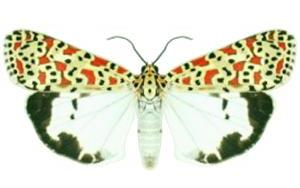
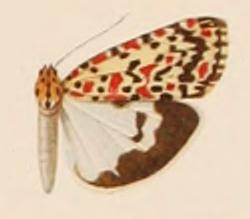